# Taenaris gorgophone
Taenaris gorgophone är en fjärilsart som beskrevs av Hans Fruhstorfer 1904. Taenaris gorgophone ingår i släktet Taenaris och familjen praktfjärilar. Inga underarter finns listade i Catalogue of Life.